# Hyvölänsaari
Hyvölänsaari är en ö i Finland. Den ligger i sjön Ouluvesi och i kommunen Etseri i den ekonomiska regionen  Kuusiokunnat  och landskapet Södra Österbotten, i den centrala delen av landet, 270 km norr om huvudstaden Helsingfors. Öns area är 7,2 hektar och dess största längd är 400 meter i öst-västlig riktning.